# Platýs velký
Platýs velký (Pleuronectes platessa) (též Platessa platessa, Platessa vulgaris) neboli platýs evropský je druh původní evropské mořské ryby ze skupiny platýsů.

## Výskyt
Vyskytuje se v evropských vodách jmenovitě v evropské části Atlantského oceánu, Bílého, Baltského a Severního moře, v Lamanšském průlivu a také v západní části Středozemního moře.

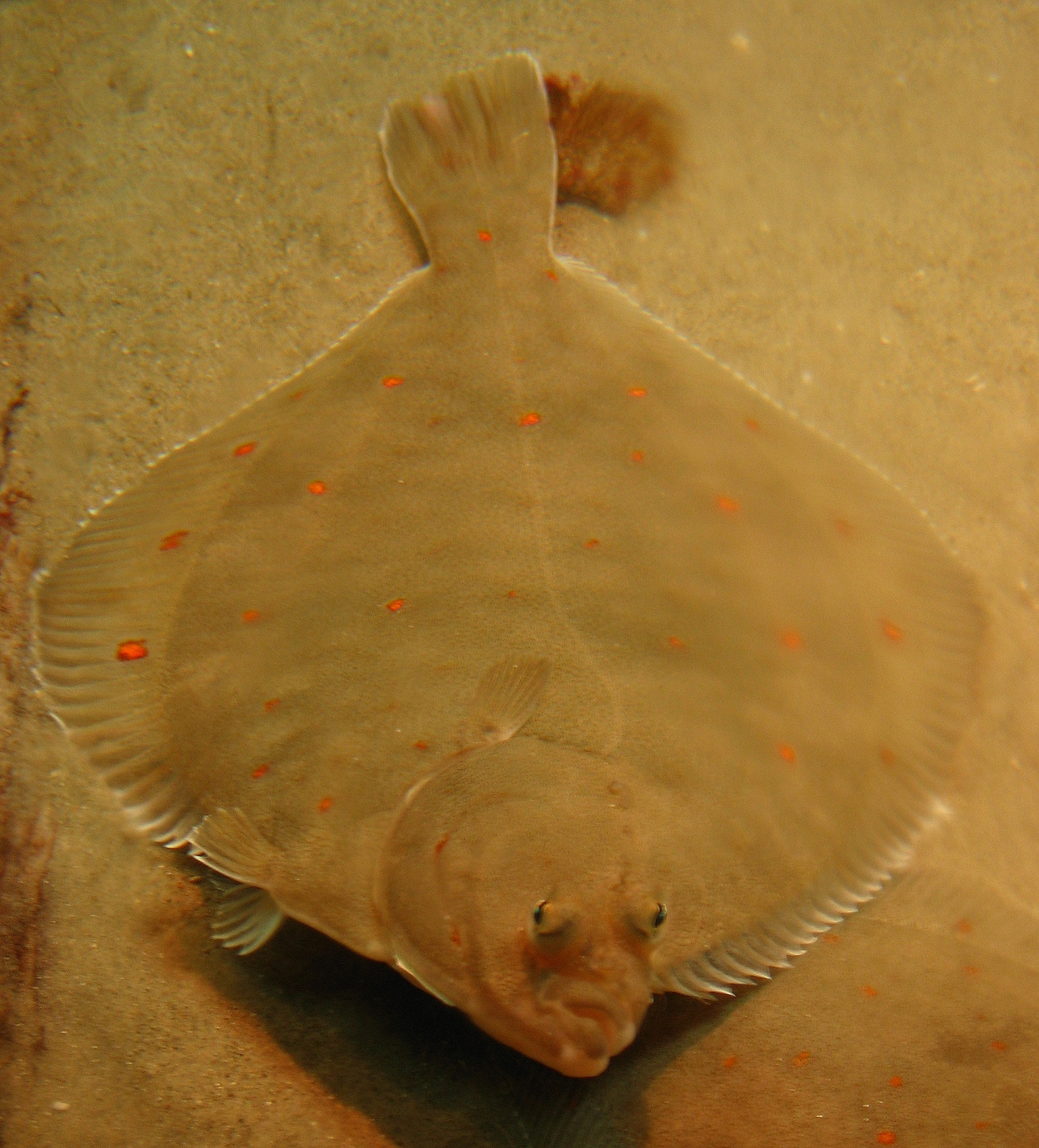
Platýs velký

## Popis
Platýs velký má diskové tělo 25 až 40 cm dlouhé, maximálně 90 cm. Jako ostatní platýsi plave jednou stranou k mořskému dnu, v tomto případě stranou levou. Levé oko je přemístěno na svrchní (pravou) stranu hlavu ryby. Ústa jsou malá, téměř vodorovná, šupiny velmi malé a hladké. Na hlavě mezi očima a postranní čárou je 4 až 7 kostěných výrůstků. Dlouhá hřbetní ploutev se táhne podél celého hřbetu a je tvořena 56 až 79 měkkými ploutevními paprsky. Řitní ploutev je také dlouhá, je tvořena 48 až 59 měkkými paprsky. Svrchní strana s očima je zbarvena hnědě, červeně nebo oranžově s nepravidelně rozmístěnými červenými skvrnami. Spodní strana, tzv. slepá strana, bývá bílá.

## Potrava
Larvy se živí planktonem a larvami hmyzu, dospělí jedinci se živí plži, mlži, červy, drobnými korýši a malými rybami. Jsou to denní živočichové.

## Život
Tření probíhá v zimě a na jaře. Jikry se volně vznášejí, po 3 týdnech se z nich líhnou larvy. a následně malé rybky žijí v pobřežních vodách, po 1 až 2 měsících a velikosti kolem 15 mm kdy rovněž dochází k asymetrické změně těla. Teprve při délce kolem 15 cm ve stáří 2 let se přemisťují do větších hloubek už jako dospělí jedinci.
Platýs velký žije na písčitém nebo bahnitém dně od pobřeží do hloubky až 200 m, ve Středozemním moři až do hloubky 400 m. Pohybuje se většinou u dna, v případě potřeby se rychlými pohyby ploutví zahrabává do písku.